# Johann Heinrich Füssli
Johann Heinrich Füssli (Zurigo, 7 febbraio 1741 – Putney Hill, 16 aprile 1825) è stato un letterato e pittore svizzero, che esercitò la sua attività principalmente in Gran Bretagna, dove è conosciuto come Henry Fuseli.
Abilissimo disegnatore, trasse ispirazione dai suoi studi sull'antico e sui neoclassici, ma scelse soggetti di ispirazione romantica, ricchi di fascino e di immaginazione, di gesti violenti e atmosfere magiche, spesso tratti dagli episodi più visionari delle grandi opere poetiche, precorrendo alcuni temi dell'Espressionismo e del Surrealismo.

## Biografia

### Giovinezza

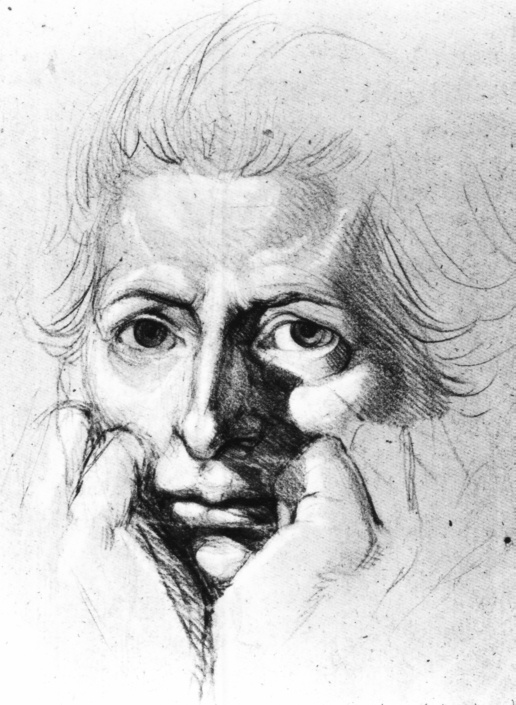
Autoritratto (1790), Victoria and Albert Museum, Londra

Johann Heinrich Füssli nacque a Zurigo nel 1741 da Elisabeth Waser e Johann Caspar Füssli. Il padre, un disinvolto antiquario e pittore dilettante, scrisse una storia della pittura svizzera (Geschichte und Abbildung der besten Maler in der Schweiz) ed era un intimo del critico neoclassico Johann Joachim Winckelmann; il fratello Johann Kaspar era anch'egli versato nelle arti, nonché appassionato entomologo.
Il padre, tuttavia, non era interessato ad introdurre il figlio all'esercizio della pittura, sicché lo avviò alla carriera ecclesiastica, facendolo studiare al Collegio Carolino di Zurigo: qui Füssli sviluppò una spiccata avversione verso la dogmatica, risentendo dell'influenza dell'empirismo dei pensatori inglesi Hobbes e Locke. Il suo amore per la letteratura ebbe invece impulso da Johann Jakob Bodmer, un amico del padre con un gusto contagioso per la letteratura: fu lui ad introdurlo agli scritti di Omero, di Dante, di Milton, e all'epos nibelungico, opere dalle quali apprendeva ad ampliare gli orizzonti del suo mondo poetico e figurativo.
Parallela all'attività letteraria, l'attività artistica: il giovane Johann, basandosi su una preparazione tecnica in gran parte di natura autodidatta, raffigurò soggetti esplicitamente desunti da quei testi che stava studiando in quegli anni, fitti di allegorie, guerre e violenza. In questi anni, inoltre, Füssli cominciò pure ad informare personali orientamenti di gusto, mostrandosi assai sensibile al manierismo di Albrecht Dürer e alle prime istanze dello Sturm und Drang, in una fusione di stili che combinava sia l'espressività che il realismo: queste caratteristiche, fuse con un sentimento pessimista che respirò nel periodo in cui egli fu pastore zwingliano, saranno peculiari di tutte le sue opere, anche quelle della maturità.
Nel 1761 Füssli prese gli ordini nella chiesa evangelica riformata, intraprendendo la carriera di ministro zwingliano a soli venti anni. Pronunciò diversi sermoni, tutti improntati sia alla nuova teologia del sentimento che alla critica biblica dell'Illuminismo. Ben presto si schierò politicamente, assumendo una netta posizione in opposizione al landfogto di Grünigen Conrad Grebel, che giudicò corrotto e inidoneo per amministrare Zurigo: questi dissapori culminarono con la pubblicazione di un libello contro il governo della città, firmato anche da Johann Kaspar Lavater e Felix Hess. Fu proprio in seguito a queste beghe politiche che Füssli fu costretto nel 1762 ad allontanarsi dalla Svizzera e a rifugiarsi in Germania.

### In Inghilterra

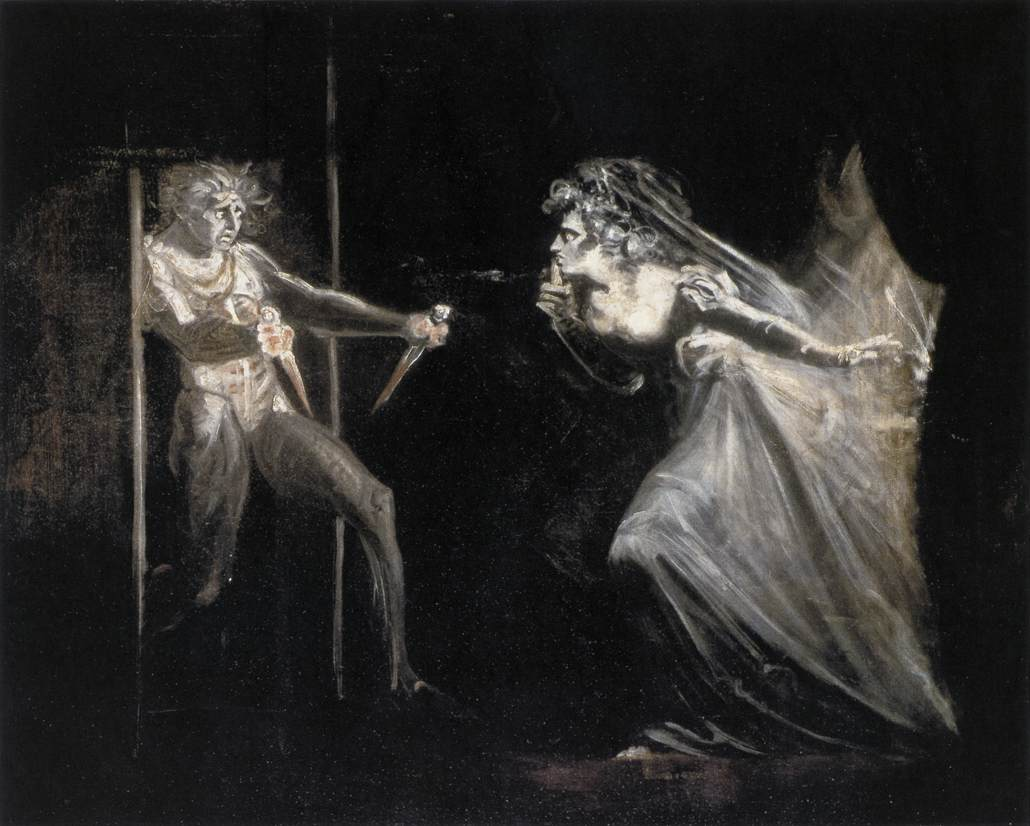
La produzione letteraria di William Shakespeare lasciò un'impronta profonda nella fantasia di Füssli. Nell'immagine, Lady Macbeth afferra i pugnali (1812, Tate Gallery, Londra)

Lasciata la sua città nativa, Füssli partì insieme a Lavater e Felix Hess per la Germania, appena uscita dalla guerra dei sette anni: soggiornò a Berlino, presso il matematico Johann Georg Sulzer, e a Barth, nella Pomerania svedese, ospite del pastore protestante Johann Joachim Spalding. Nel 1764 Füssli lasciò la Germania, che gli apparve come uno stato smembrato, sottoposto alla tirannide di Federico il Grande, per recarsi a Londra insieme all'amico Andrew Mitchell, il quale lo introdusse nei più esclusivi circoli artistico-letterari della città e, soprattutto, al banchiere di re Giorgio III, Thomas Coutts, che diventerà ben presto un suo munifico protettore.
Füssli, insomma, approdò in una metropoli ricca di iniziative e di fermenti e aperta alle istanze di rinnovamento della nascente rivoluzione industriale, che ancora non aveva portato alle disperate problematiche del secolo successivo. La vita culturale di Londra, infatti, era vivacissima, animata dai vari atelier, dalle case d'aste, dalle diverse case editrici e dai prestigiosi teatri, che Füssli ebbe modo di frequentare assiduamente: fu così che conobbe David Garrick, dal quale trasse l'amore per i drammi di William Shakespeare, che si imposero quale costante iconografica della sua produzione grafica. Fu qui, inoltre, che Füssli riconobbe nel 1768 la propria vocazione per l'arte figurativa, incoraggiato da sir Joshua Reynolds che riconoscendone il nascente genio lo convinse a intraprendere l'attività pittorica. Sotto l'influsso congeniale del Reynolds, che proprio in quegli anni stava lavorando per fondare la Royal Academy, Füssli sbocciò, sentendo proprio grazie a lui il bisogno di perfezionarsi in Italia, dove si recò nel 1770 grazie all'aiuto finanziario di Coutts.

### In Italia

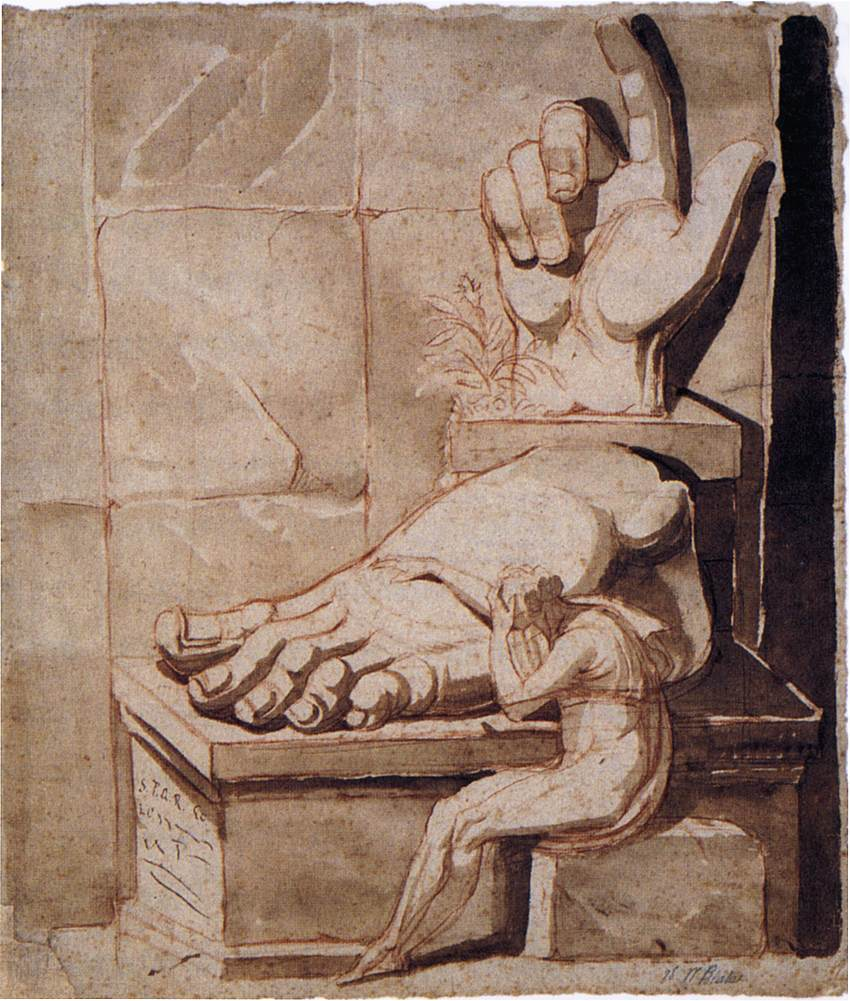
La disperazione dell'artista davanti alle rovine (1778-80, Kunsthaus Zürich)

L'artista giunse a Roma alla fine del maggio 1770, dopo aver fatto affrettatamente sosta a Genova e Firenze. Le piene potenzialità della sua vocazione artistica si realizzarono proprio in seguito al trasferimento nell'Urbe; la città suscitò una viva impressione nell'animo dell'artista, che rimase colpito - come, al tempo, Reynolds - dalla grandiosità delle sue antichità e dai forti contrasti che la caratterizzavano. Ma ad incantarlo non fu la statuaria classica, che Winckelmann celebrava per la sua «nobile semplicità e quieta grandezza», bensì le opere cariche di drammaticità e di fascino, soprattutto il ciclo di affreschi della cappella Sistina realizzato da Michelangelo Buonarroti, considerato negativamente dai teorici del Neoclassicismo ma che invece più di ogni altra opera sentì congeniale al proprio temperamento inquieto.
Füssli rivelò il proprio approccio nei confronti delle antichità classica nel 1778-80, in un disegno a seppia e sanguigna denominato La disperazione dell'artista davanti alle rovine, raffigurante un personaggio sopraffatto emotivamente e fisicamente da due frammenti (una mano ed un piede) del Colosso di Costantino, ormai inevitabilmente perduto in quanto sottoposto all'azione distruttrice del tempo. Con questo disegno, Füssli ci comunica che le opere antiche non suscitano serenità e quiete, come teorizzato da Winckelmann, bensì emozioni forti e vere, investendo l'artista di un senso di inadeguatezza e di smarrimento.

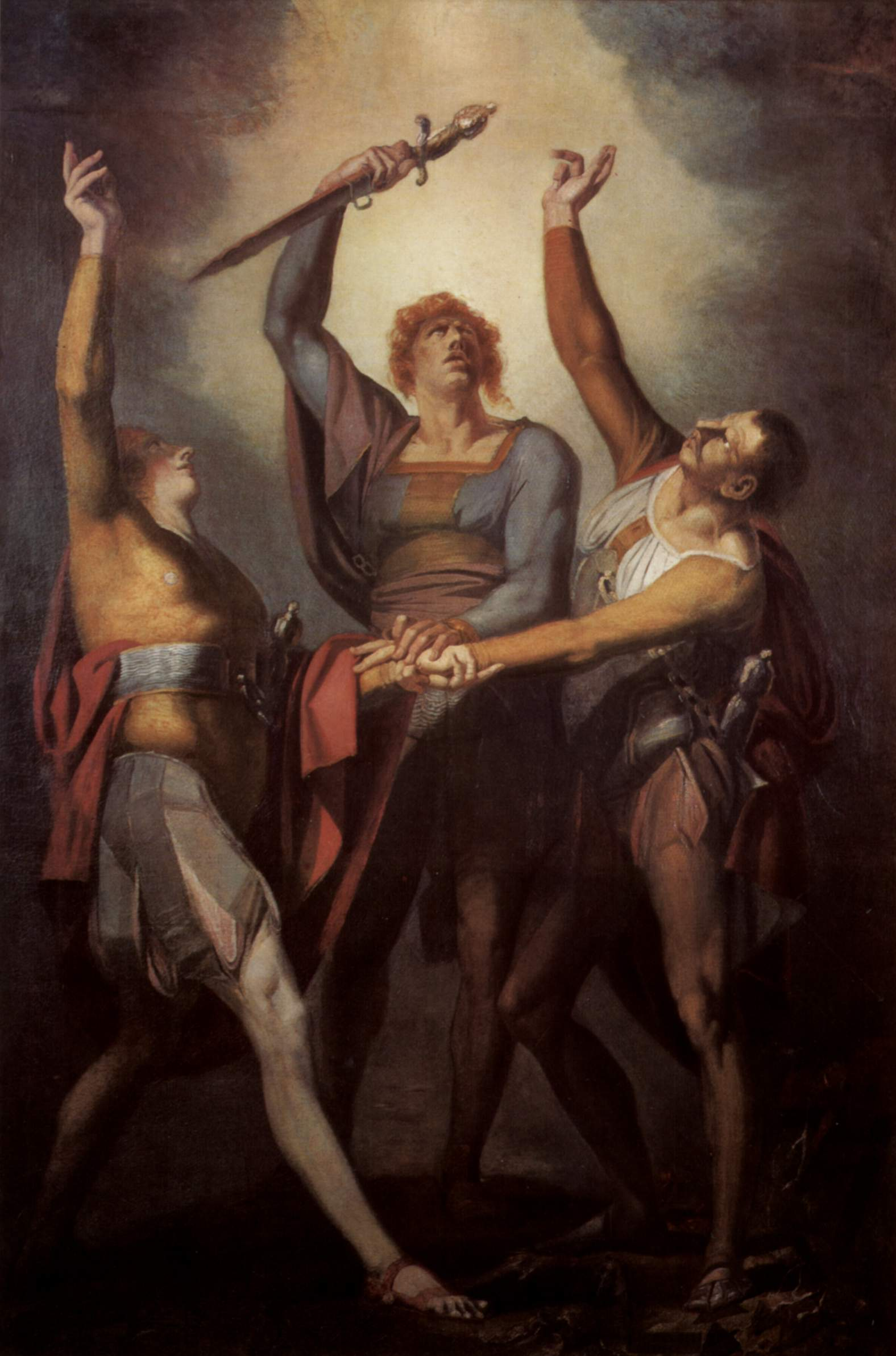
Giuramento dei tre confederati sul Rütli (1780, Kunsthaus Zürich)

Ma se forte fu il suo interesse verso gli affreschi di Michelangelo ed il rapporto tra il pittore e l'antico, Füssli non mancò di ritrarre anche episodi contemporanei, pure questi densi di espressioni tragiche e patetiche: è il caso di un disegno del 1772 raffigurante una scena alla quale presenziò egli stesso all'ospedale di Santo Spirito in Saxia, dove un «fuggitivo» (questo è il titolo dell'opera) in fin di vita rifiuta di lasciarsi curare, dandosi alla fuga da alcuni uomini che gli stanno puntando un crocifisso. Questo eclettismo lo fece emergere dai pittori suoi contemporanei, guadagnandosi la stima di Johann Wolfgang von Goethe che scrisse, in una lettera del 25 marzo 1775 indirizzata a Herder: «Quale ardore e quale corruccio c'è in quest'uomo!».
Füssli lasciò l'Italia nel 1779, facendo tappa a Bologna, Parma, Mantova e Milano e spingendosi fino alla natia Zurigo, dove nel 1780 realizzò Il giuramento dei tre confederati sul Rütli su commissione di un influente cittadino svizzero. Il soggetto si riferisce al patto stretto tra i cantoni Uri, Schwitz e Unterwalden per opporsi al dominio degli Asburgo; il tema del giuramento, che verrà trattato anche da Jacques-Louis David ne Il giuramento degli Orazi, è qui declinato da Füssli di fronte alla poetica del sublime, restituendo un effetto viscerale, ben distante dalla pacata solennità della tela del maestro francese. Sempre a Zurigo, nell'ottobre 1778, l'artista ebbe licenziose avventure, prima con Magdalena Schweizer-Hess, moglie dell'amico Johann Caspar Schweizer, e poi con Anna Landolt von Rech, della quale si innamorò perdutamente. Johann e Anna intrecciarono una breve relazione sentimentale, fortemente ostacolata dal padre di lei: per questo motivo, l'artista si allontanò da Zurigo per recarsi nuovamente a Londra, dove arrivò nell'aprile del 1779.

### Secondo soggiorno in Inghilterra

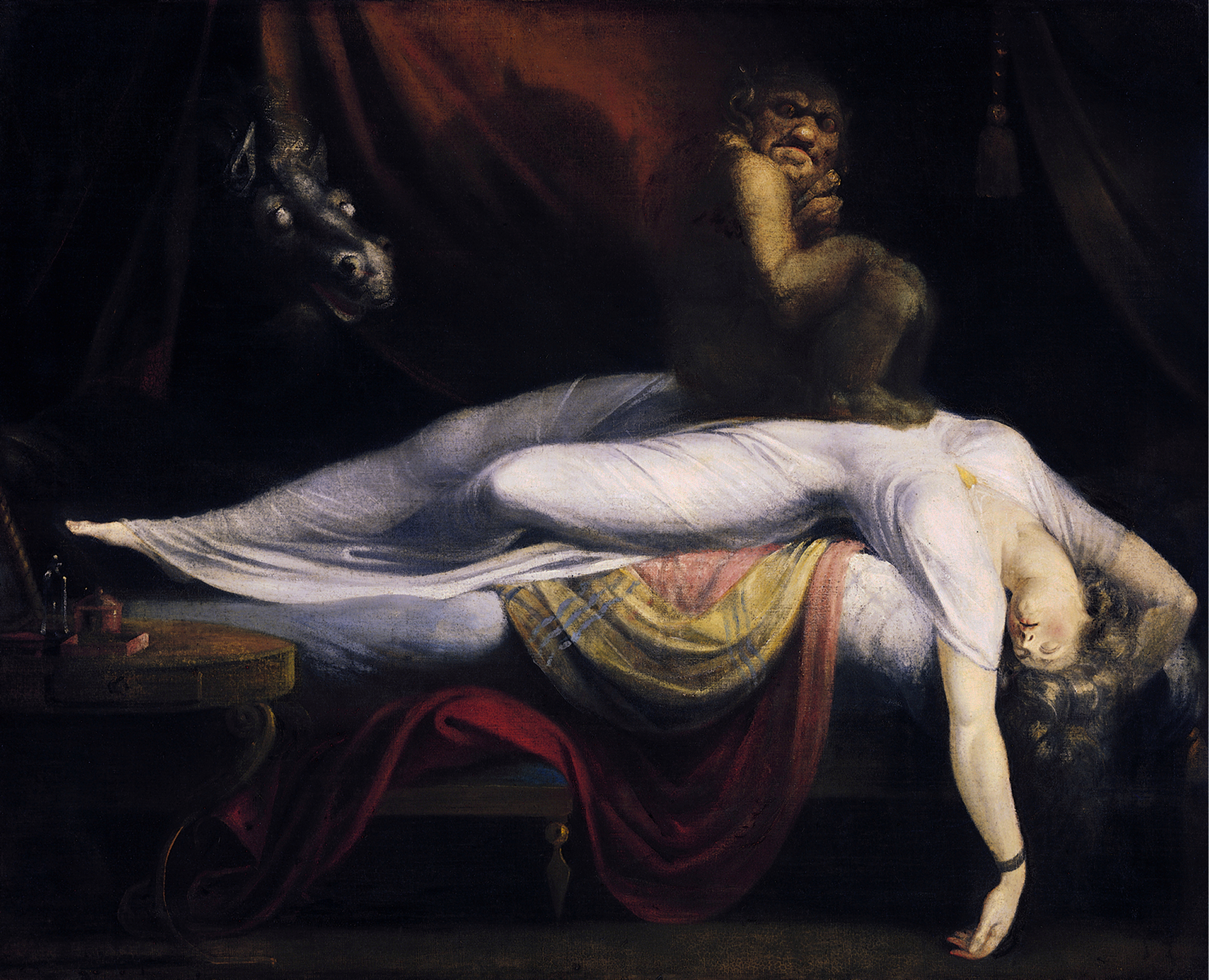
L'incubo (1781, Detroit Institute of Arts)

Füssli arrivò a Londra nell'aprile del 1779. L'artista arrivò ad occupare in breve tempo una posizione preminente nella vivace vita culturale e artistica della città, frequentando assiduamente il salotto dell'editore Joseph Johnson. La gloria, tuttavia, gli venne nel 1781 con l'esecuzione dell'Incubo, olio su tela che raffigura una giovane fanciulla addormentata in una stanza in penombra, dalla quale emergono un mostro ed una cavalla spettrale; attraverso quest'opera, densa di simbologie, Füssli indaga gli abissi dell'inconscio, ben un secolo prima che Sigmund Freud (che possedeva una riproduzione del dipinto) fondasse la psicoanalisi. La sua notorietà, già solida, accrebbe ulteriormente quando accettò di illustrare l'edizione francese dei Physiognomische Fragmente di Lavater, pubblicata tra il 1781 e il 1786.
Divenuto amico di William Blake, negli anni successivi all'Incubo Füssli fu assorbito nell'impresa della Shakespeare Gallery, animata dall'editore John Boydell e da un folto gruppo di artisti (Sandby, Benjamin West, Romney) che intendevano dare un impulso decisivo alla scuola inglese di pittura storica raffigurando le opere del Bardo dell'Avon. Tra le opere che l'artista realizzò per la galleria del Boydell possiamo ricordare Lady Macbeth afferra i pugnali (1812), Lady Macbeth (1814), Re Lear caccia Cordelia (c. 1784-1790). Intanto, il 30 luglio 1788, si unì in matrimonio con Sophia Rawlins, con la quale non ebbe figli; dopo le nozze, il pittore ebbe pure una relazione clandestina con la scrittrice inglese Mary Wollstonecraft, che era rimasta incantata dalla «grandezza della sua anima, dalla vivacità del suo spirito e dalla simpatia ispirata dalla sua personalità». La Wollstonecraft, divorata dalla fiamma della passione, arrivò persino a proporre una convivenza a tre, ma Sophia non acconsentì e pertanto i due dovettero smettere di frequentarsi.

### Nel segno della Royal Academy

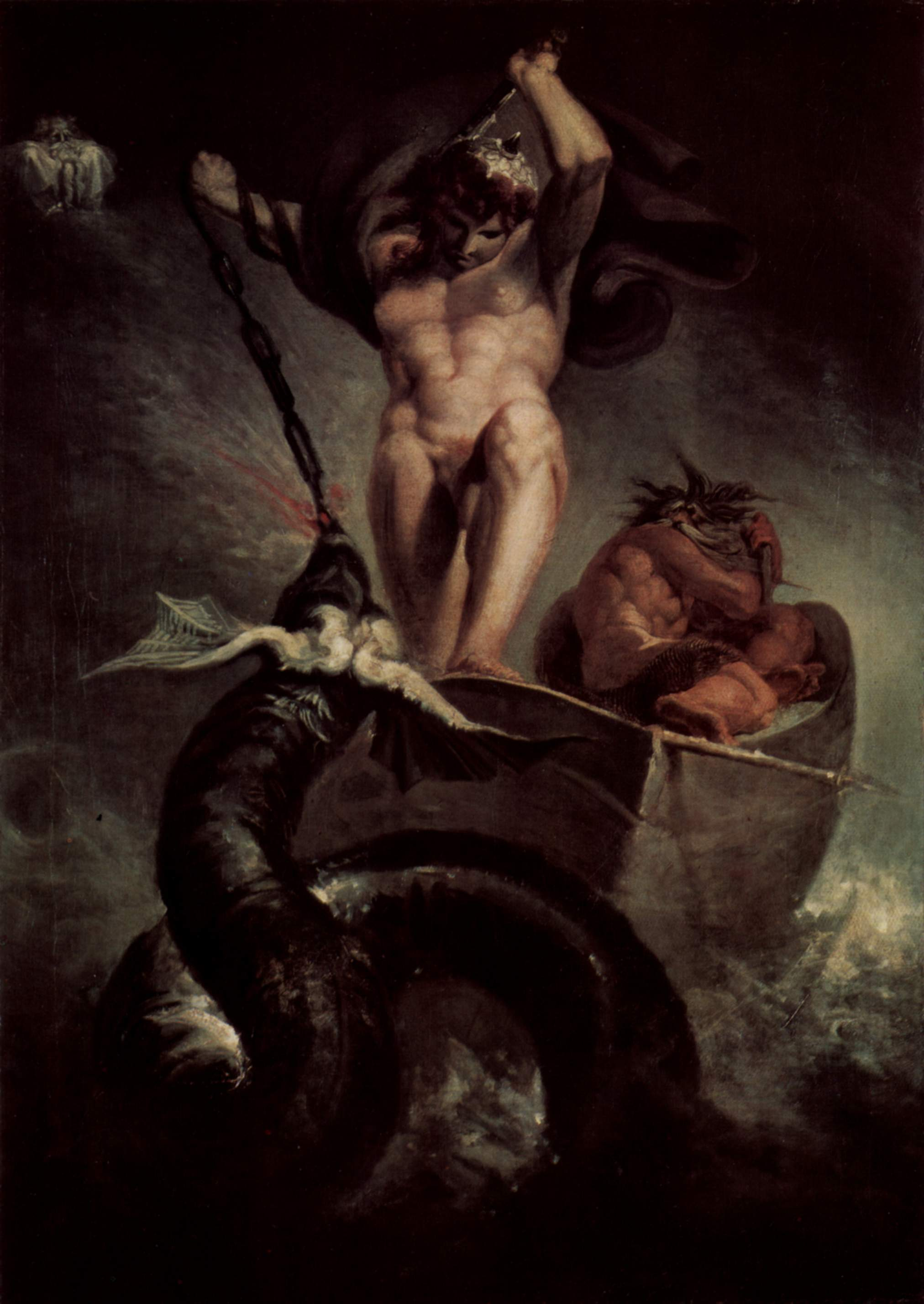
La lotta di Thor con il serpente del Midgard, 1792

Nel contempo, Füssli venne eletto membro a pieno diritto della Royal Academy (1790), per la quale eseguì La lotta di Thor con il serpente del Midgard. Stimolato da questo traguardo, decise di contrapporre alla Shakespeare Gallery una propria Milton Gallery, ottenendo l'aiuto finanziario dell'editore Johnson e del banchiere Roscoe. L'artista non lesinò tempo ed energie per valorizzare il proprio progetto: eseguì ben quaranta dipinti ispirati alle opere di Milton e li espose, il 20 maggio 1799, in una mostra nella sala d'esposizione londinese della Christie's, riscuotendo il plauso dei colleghi ma l'indifferenza del pubblico. Nello stesso anno, concorse per avere la cattedra di pittura alla Royal Academy, ottenendola finalmente il 19 giugno. La sua attività educativa ebbe inizio l'anno successivo, con un ciclo di tre lezioni incentrate sull'arte moderna, sull'arte classica e sull'invenzione: ne seguirono altre nove, riportate nel paragrafo § Attività letteraria.
Per far parlare un volto in modo chiaro e appropriato, esso non deve solo essere ben azzeccato, ma deve anche avere il proprio carattere particolare ed esclusivo. Se gli elementi della passione possono essere uguali per tutti, essi tuttavia non parlano in tutti con la medesima forza, né si lasciano circoscrivere negli stessi limiti. Se la gioia è sempre gioia, e l'ira è sempre ira, la gioia di un sanguigno non è la stessa di un flemmatico, e l'ira di un malinconico non è quella di un carattere ardente, e le differenze, come dipendono dai temperamenti, dipendono anche, in modo sorprendentemente simile, dal clima, dalla stirpe, dall'educazione e dalla posizione sociale»
(Lezione V, sull'espressione, 1802)
Nel 1805 venne eletto keeper dell'Accademia, con lo scopo di vigilare sul regolare svolgimento delle lezioni; siccome i due uffici non potevano essere ricoperti contemporaneamente, l'artista nel 1805 dovette abbandonare l'insegnamento. Ritornò a ricoprire la cattedra cinque anni dopo, quando date le sue doti eccezionali si decise di modificare gli statuti della Royal Academy. A questi incarichi, si affiancò l'adesione all'accademia di San Luca, a Roma, su nomina dello stesso Antonio Canova, che ne era il sovrintendente.
Nell'ultimo decennio di vita, Füssli esaurì lentamente le sue energie creative, per poi spegnersi, il 16 aprile 1825, a Putney Hill nella villa di campagna della Contessa di Guildford, che gli stette vicino insieme al marito, a Susan e Georgina North, e a Knowles. Sinceramente pianto dai suoi contemporanei, Füssli fu sepolto nella cattedrale di San Paolo, tra le tombe di John Opie e del Reynolds.

### Stile

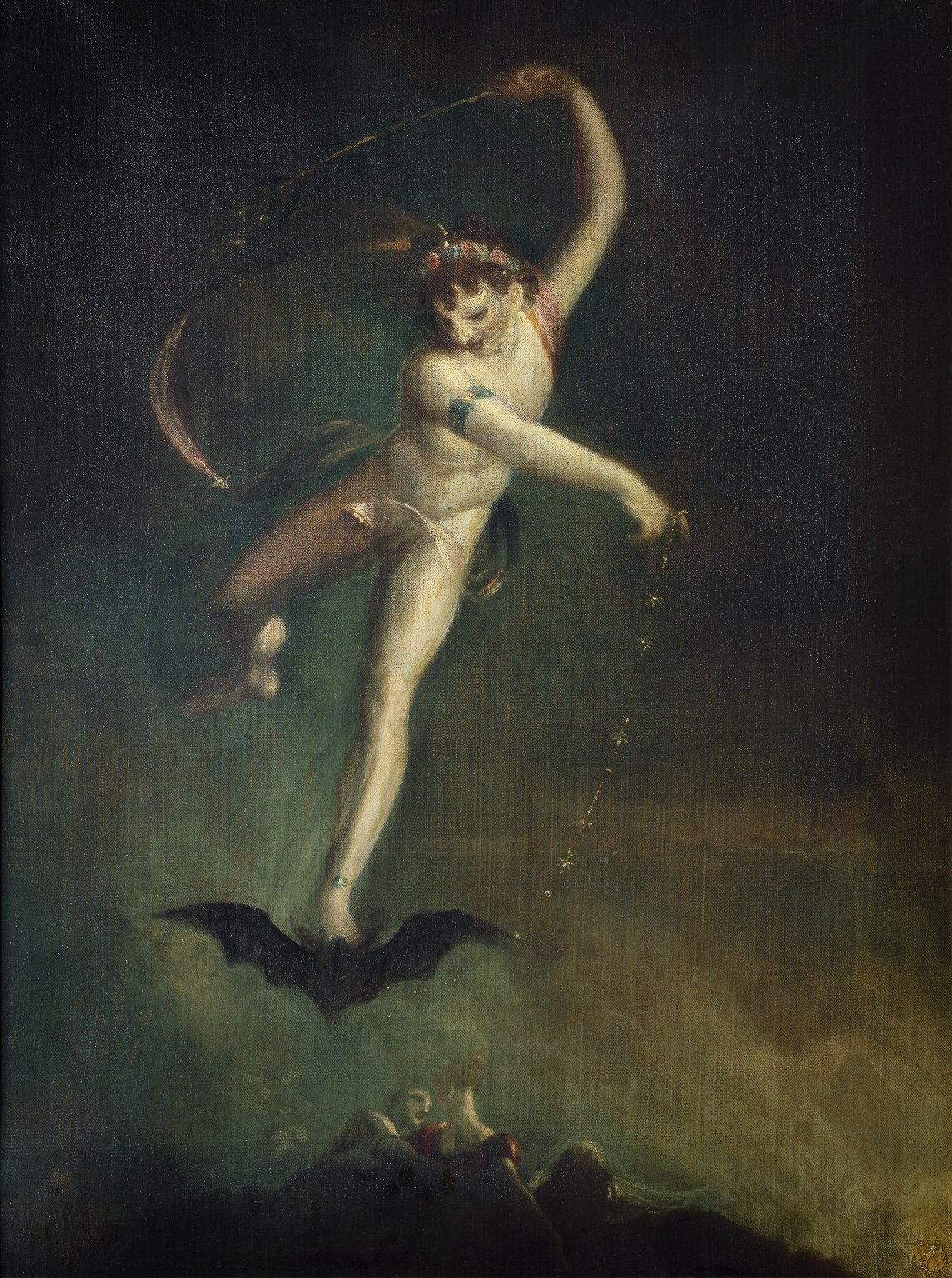
Ariel (1800–1810 circa)

L'originalità dello stile pittorico di Johann Heinrich Füssli, artista oscuro nel secolo dei lumi, deriva dalla sua formazione di autodidatta, in grado di agire al di là delle mode del momento. Alle prime opere tipicamente neoclassiche, contraddistinte dalla purezza di forma e dal disegno propri di quell'indirizzo artistico, seguirono tele dominate da ombre sinistre, spazi cupi e colori improbabili, in una dimensione fantastica alimentata dalla grandiosità degli affreschi di Michelangelo.
L'intera produzione grafica füssliana nasce dall'immaginazione, dove tutto può accadere e tutto è lecito, senza censure di alcun genere; anche il mistero, il bizzarro e la fantasia, oltre all'inventiva, erano forze operanti nell'animo di Füssli. «Maledetta realtà, non smette mai di disturbarmi» diceva spesso agli amici, conscio della propria inclinazione per il fantastico, che consacrava quale la parte nobile dell'uomo in grado di esaltare l'anima, in un'esplosione di sublime. Come sottolineò egli stesso nell'Aforisma 231, la soluzione stava nel vivere la realtà oniricamente:
Füssli ebbe il dono di creare con rara potenza espressiva immagini oniriche, allucinanti, magiche, irripetibili per il loro surrealismo (è considerato infatti precursore del simbolismo), sapendole pure declinare ad un'attenta scelta dei mezzi espressivi. Come sottolineò egli stesso ai suoi studenti della Royal Academy, Füssli considerava la «composizione» un requisito fondamentale per un buon dipinto; in questo modo, nelle sue opere egli esaltò esclusivamente il fulcro dell'azione, opportunamente messo in rilievo con il gioco di luci e colori. Gli altri elementi, quali lo sfondo e l'ambientazione, li considerava accessori e marginali e, pertanto, li eliminò del tutto, facendoli inghiottire dall'oscurità, oppure li accennò a stento. Füssli sviluppò questa sobrietà pittorica anche riassumendo e semplificando le forme dei singoli personaggi, che risultano essere notevolmente stilizzati e privi di qualsiasi forma di caratterizzazione individuale.

## Attività letteraria
Come già accennato nel corpo del testo, Füssli preparò tra il 1801 e il 1823 una serie di lezioni per la Royal Academy. Sono riportate di seguito:
- I, sull'arte moderna (1801);
- II, sull'arte classica (1801);
- III, sull'invenzione (1801);
- IV, seconda parte sull'invenzione (1804);
- V, sulla composizione e sull'espressione (1802);
- VI, sul chiaroscuro (1812);
- VII, sul disegno (1802);
- VIII, sul colore nella pittura a fresco (1802);
- IX, sul colore nella pittura ad olio (1802);
- X, sulla dottrina delle proporzioni (1822);
- XI, sui metodi predominanti per lo studio della storia dell'arte (1823);
- XII, sulla condizione attuale dell'arte (1820).

Füssli fu istruito per diventare pastore prima che artista, e nei suoi anni della formazione a Zurigo - nonostante la palese vocazione pittorica - acquistò una solida cultura letteraria. Sensibile alla poetica di Edward Young, la prima opera letteraria di Füssli di un certo impegno si può considerare la Ode an das Vaterland, scritta nel 1765, dove difese la figura del liberale inglese John Wilkes; nello stesso anno, tradusse in inglese i Gedanken di Winckelmann. Del 1767 è il saggio Remarks on the Writings and Conduct of J.-J. Rousseau, pubblicato in forma anonima, dove riflette sulla idee del filosofo ginevrino, talvolta rifiutandole, talvolta ammirandole incondizionatamente. Degni di nota, infine, anche gli Aphorismen, pubblicati nel 1818 dopo trenta anni di gestazione, la prefazione del The Grave di Blair (illustrata da Blake), e il ciclo di lezioni che tenne alla Royal Academy, elencate nel riquadro a lato.
Scrisse Jonathan Knowles, primo biografo del Füssli:
(Jonathan Knowles, The Life and Writings of Henry Füssli, 1831)